# 三乙胺氢溴酸盐
三乙胺氢溴酸盐是一种白色固体，化学式为(C2H5)3NHBr，在水中解离为[(C2H5)3NH]+和Br−。它可由三乙胺和氢溴酸反应得到：
(C2H5)3N + HBr → [(C2H5)3NH]Br
三乙胺氢溴酸盐以六方晶系的晶体结晶，晶胞参数a=b=0.8466 nm, c=0.7411 nm, α=β=90°, γ=120°。它具有吸湿性，可溶于水和乙醇。